# Pinillosia
Pinillosia es un género monotípico de plantas fanerógamas perteneciente a la familia de las asteráceas. Su única especie Pinillosia berteroi es originaria de Cuba.

## Taxonomía
Pinillosia berteroi fue descrita por (Spreng.) Urb.   y publicado en Symbolae Antillanae seu Fundamenta Florae Indiae Occidentalis 5(2): 251. 1907.
Sinonimia
- Tetranthus berteroi Spreng. basónimo